# Finale del campionato mondiale di calcio 1982
La finale del campionato mondiale di calcio 1982 è stato un incontro di calcio, valido per l'assegnazione del campionato del mondo 1982, disputato l'11 luglio 1982 all'Estadio Santiago Bernabéu di Madrid, in Spagna. A trionfare fu l'Italia che batté la Germania Ovest per 3-1, guadagnandosi per la terza volta nella sua storia la Coppa del Mondo a 44 anni dal titolo precedente.

## Le squadre
| Squadra        | Finali disputate in precedenza (il grassetto indica la vittoria) |
| -------------- | ---------------------------------------------------------------- |
| Italia         | 3 (1934, 1938, 1970)                                             |
| Germania Ovest | 3 (1954, 1966, 1974)                                             |

## Antefatti
Gli Azzurri giunsero al torneo sommersi da critiche, per via dei numerosi risultati insoddisfacenti nelle gare di qualificazioni mondiali, tra cui la sconfitta in trasferta per 3-1 contro la Danimarca, il pareggio per 1-1 con la Grecia e la deludente vittoria di misura contro il modesto Lussemburgo; al commissario tecnico Enzo Bearzot furono contestate anche le preferenze riguardanti i giocatori convocati, uno su tutti Paolo Rossi, reduce da quasi due anni d'inattività causa squalifica e preferito nonostante ciò a Roberto Pruzzo, appena laureatosi capocannoniere del campionato italiano. Le critiche arrivarono a un punto tale da indurre Bearzot, su suggerimento dei giocatori, a richiedere il silenzio stampa, sia come forma di protesta che allo scopo di ottenere una migliore concentrazione della squadra.
La Germania Ovest campione d'Europa in carica, allenata da Jupp Derwall, si qualificò alla fase finale del torneo con un percorso netto, arrivando a dominare il proprio gruppo di qualificazione a punteggio pieno.

## Cammino verso la finale

### Italia

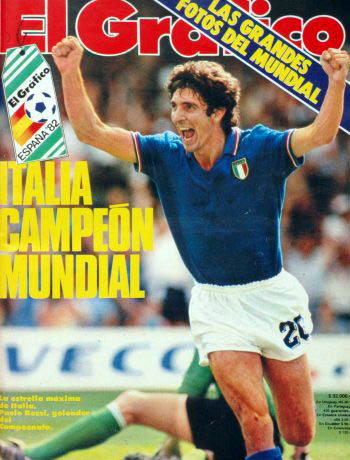
Paolo Rossi, dopo un inizio negativo, emerse quale maggiore contributore nel cammino italiano verso la finale.

Nella prima fase a gironi l'Italia non fu particolarmente brillante, ottenendo tre pareggi, un doppio 1-1 contro Perù e Camerun e uno 0-0 contro la Polonia. Questi risultati le permisero di accedere alla seconda fase a gironi come seconda del proprio gruppo, dietro ai polacchi, unicamente grazie alla differenza reti. Tale piazzamento fece finire gli Azzurri in un vero e proprio «girone di ferro» poiché giudicato il più duro fra tutti queli della seconda fase, col Brasile, principale favorito alla vittoria finale, e l'Argentina, campione del mondo uscente. Nelle prime partite, inoltre, il già citato Rossi si era mostrato piuttosto in difficoltà, ma Bearzot aveva deciso di continuare a proporlo come titolare. Tutto ciò aumentò ulteriormente le critiche nei confronti della spedizione azzurra; addirittura ci fu chi scrisse, con malcelato sarcasmo, che nella seconda fase l'Italia era così sfavorita che sarebbe assurta, suo malgrado, al ruolo di «unità di misura», cioè avrebbe stabilito chi tra le due sudamericane avrebbe superato il girone in base ai gol incassati nelle due partite.
Ribaltando i pronostici, il 29 giugno l'Italia vinse 2-1 contro l'Albiceleste (segnando con Cabrini e Tardelli, a cui fece seguito la punizione di Passarella nel finale, e riuscendo a contenere anche il fuoriclasse Maradona con l'efficace marcatura di Gentile), dovendo poi affrontare il 5 luglio la decisiva sfida contro la Seleção, che nella partita precedente aveva facilmente vinto per 3-1 contro i rivali argentini; avendo segnato una rete in più, ai brasiliani sarebbe quindi bastato un pareggio per superare il turno grazie alla migliore differenza reti. In una partita che sarebbe rimasta nella memoria collettiva, l'Italia trovò l'immediato vantaggio grazie a Rossi, subendo il pareggio pochi minuti dopo da Sócrates, ma al 25' di nuovo Rossi sfruttò un errore della difesa verdeoro per riportare in vantaggio gli Azzurri; nel secondo tempo Falcão siglò il momentaneo 2-2 che riconsegnò le speranze di qualificazione ai brasiliani, ma a un quarto d'ora dal termine ancora Rossi fissò il definitivo 3-2 che permise agli Azzurri di accedere a un'insperata semifinale, dove ritrovarono la Polonia. Stavolta la sfida coi polacchi venne decisa da una doppietta dell'ormai ritrovato Rossi, che consentì all'Italia di vincere 2-0 e tornare a giocare la finale del campionato del mondo dopo dodici anni. Tali successi, tra le altre cose, fruttarono enormi guadagni per gli scommettitori, in quanto del tutto inattesi.

### Germania Ovest

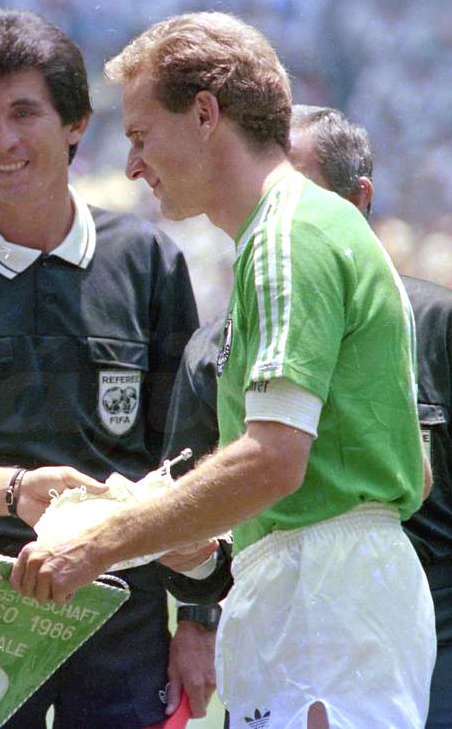
Karl-Heinz Rummenigge, trascinatore della Germania Ovest al mundial spagnolo con 5 reti.

La Germania Ovest di Derwall debuttò perdendo clamorosamente 2-1 contro l'Algeria, in quello che fu il primo successo di sempre ai mondiali di una nazionale africana contro un'europea. A ciò però seguirono un netto 4-1 al Cile, con Rummenigge mattatore grazie a una tripletta, e soprattutto un 1-0 contro l'Austria che alimentò pesanti polemiche in quanto apparve evidente l'esistenza di un tacito accordo tra le due formazioni, le quali, dopo il vantaggio tedesco, diedero vita a un'estenuante e plateale melina allo scopo di congelare un risultato che avrebbe qualificato entrambe a scapito degli algerini; questi risultati permisero alla nazionale teutonica di superare la prima fase da capoclassifica.
La seconda fase a gruppi vide la Mannschaft scontrarsi con l'Inghilterra, contro la quale pareggiò 0-0, e la Spagna padrona di casa, superata per 2-1; il pareggio 0-0 tra iberici e britannici premiò i tedeschi, che accedettero alla semifinale contro la Francia. In un'altra gara ricordata nell'immaginario calcistico per le numerose emozioni offerte, dopo l'1-1 dei tempi regolamentari, all'inizio del primo tempo supplementare la Germania Ovest subì dapprima il vantaggio di Trésor e poi il momentaneo 3-1 di Giresse, un uno-due che sembrò mettere la parola fine alle speranze teutoniche; poco prima del cambio di campo, tuttavia, Rummenigge accorciò le distanze, e nella seconda frazione il definitivo pareggio di Fischer portò la partita ai tiri di rigore, visti per la prima volta in assoluto nella storia del mondiale, in cui i tedeschi prevalsero per 5-4 qualificandosi alla finale, dopo il successo iridato di otto anni prima.

### Tabella riassuntiva del percorso
Note: In ogni risultato sottostante, il punteggio della finalista è menzionato per primo.
| Pos. | Squadra | Pt | G | V | N | P | GF | GS | DR |
| ---- | ------- | -- | - | - | - | - | -- | -- | -- |
| 1.   | Polonia | 4  | 3 | 1 | 2 | 0 | 5  | 1  | +4 |
| 2.   | Italia  | 3  | 3 | 0 | 3 | 0 | 2  | 2  | 0  |
| 3.   | Camerun | 3  | 3 | 0 | 3 | 0 | 1  | 1  | 0  |
| 4.   | Perù    | 2  | 3 | 0 | 2 | 1 | 2  | 6  | -4 |

| Pos. | Squadra        | Pt | G | V | N | P | GF | GS | DR |
| ---- | -------------- | -- | - | - | - | - | -- | -- | -- |
| 1.   | Germania Ovest | 4  | 3 | 2 | 0 | 1 | 6  | 3  | +3 |
| 2.   | Austria        | 4  | 3 | 2 | 0 | 1 | 3  | 1  | +2 |
| 3.   | Algeria        | 4  | 3 | 2 | 0 | 1 | 5  | 5  | 0  |
| 4.   | Cile           | 0  | 3 | 0 | 0 | 3 | 3  | 8  | -5 |

| Pos. | Squadra   | Pt | G | V | N | P | GF | GS | DR |
| ---- | --------- | -- | - | - | - | - | -- | -- | -- |
| 1.   | Italia    | 4  | 2 | 2 | 0 | 0 | 5  | 3  | +2 |
| 2.   | Brasile   | 2  | 2 | 1 | 0 | 1 | 5  | 4  | +1 |
| 3.   | Argentina | 0  | 2 | 0 | 0 | 2 | 2  | 5  | -3 |

| Pos. | Squadra        | Pt | G | V | N | P | GF | GS | DR |
| ---- | -------------- | -- | - | - | - | - | -- | -- | -- |
| 1.   | Germania Ovest | 3  | 2 | 1 | 1 | 0 | 2  | 1  | +1 |
| 2.   | Inghilterra    | 2  | 2 | 0 | 2 | 0 | 0  | 0  | 0  |
| 3.   | Spagna         | 1  | 2 | 0 | 1 | 1 | 1  | 2  | -1 |

## Descrizione della partita

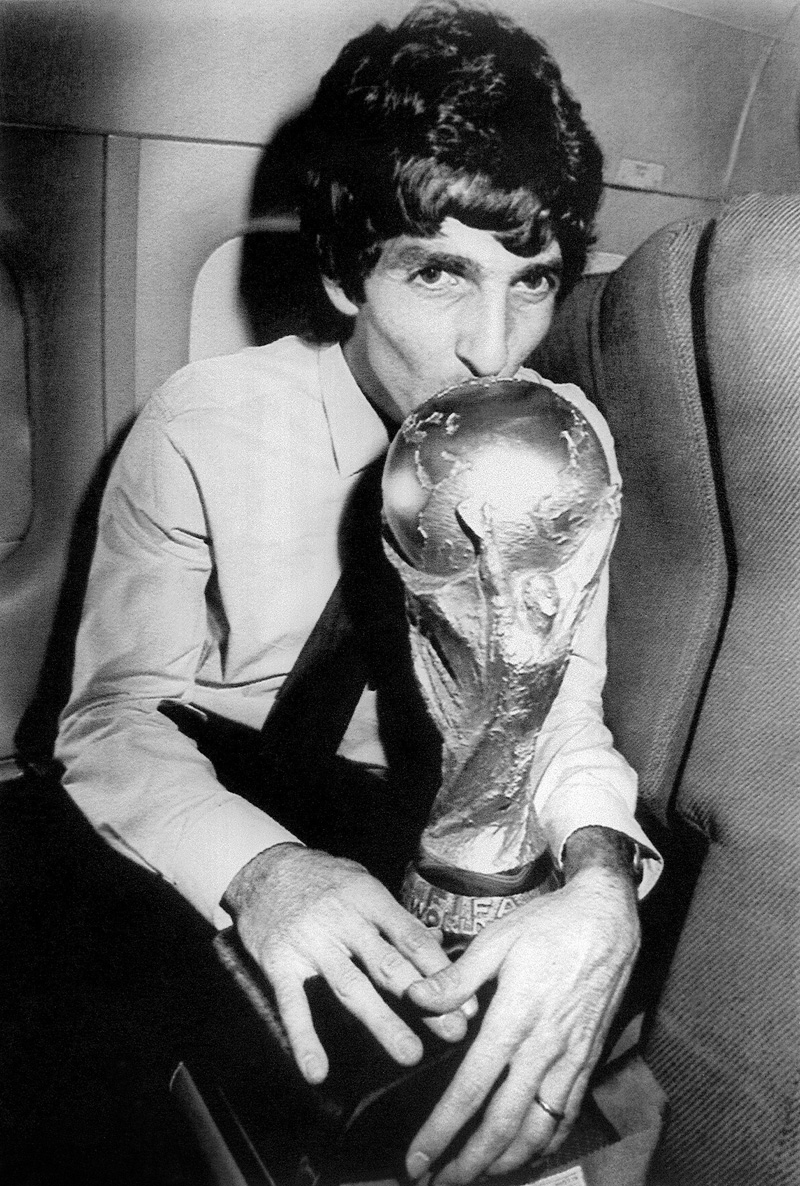
Rossi, capocannoniere dell'edizione con 6 gol, bacia la Coppa del Mondo durante il ritorno in Italia.

Disputata l'11 luglio 1982 allo stadio Santiago Bernabéu di Madrid, la finale sembra iniziare in modo altalenante per l'Italia, che al 7' vede l'uscita forzata dal campo di Graziani per un infortunio alla spalla; gli subentra Altobelli, che pochi minuti dopo tenta di servire in area Conti, il quale viene però atterrato da Briegel: l'arbitro, il brasiliano Arnaldo Coelho, assegna un calcio di rigore agli azzurri. Sul dischetto si presenta il difensore Cabrini, che fallisce la trasformazione calciando il pallone fuori, alla sinistra del portiere Schumacher.
Gli uomini di Bearzot non si perdono d'animo e nel secondo tempo trovano il gol del vantaggio con Rossi, su assist di Gentile, grazie a una punizione battuta a sorpresa a centrocampo. Dodici minuti dopo un contropiede di Scirea viene indirizzato in rete da Tardelli, il quale nell'esultare dà vita a quello che verrà popolarmente ricordato come l'urlo di Tardelli, correndo verso la metà campo, agitando i pugni contro il petto, piangendo di gioia e gridando a ripetizione «gol!». A pochi minuti dallo scadere Altobelli segna il terzo gol per gli Azzurri, a seguito di un contropiede orchestrato da Conti. All'83' la Germania Ovest riesce a segnare il gol della bandiera con Breitner, che fissa il punteggio sul 3-1, risultato che permette all'Italia di vincere il suo terzo titolo mondiale dopo quarantaquattro anni dal precedente. Il capitano e portiere italiano Dino Zoff alza la coppa e diventa, a 40 anni e 133 giorni, il più anziano vincitore di un mondiale.
Sono rimaste celebri a posteriori anche le frasi finali del commento della partita a cura del cronista della televisione italiana RAI Nando Martellini:

## Tabellino
| Arbitro: | Arnaldo Coelho |

|                                      |           |              |
| Rossi 57’ Tardelli 69’ Altobelli 81’ | Marcatori | 83’ Breitner |

| Italia | Germania Ovest |

| Italia (5-3-2) |    |                      |     |     |     |
|                |    |                      |     |     |     |
| P              | 1  | Dino Zoff            |     |     |     |
| D              | 3  | Giuseppe Bergomi     |     |     |     |
| D              | 6  | Claudio Gentile      |     |     |     |
| D              | 7  | Gaetano Scirea       |     |     |     |
| D              | 5  | Fulvio Collovati     |     |     |     |
| D              | 4  | Antonio Cabrini      |     |     |     |
| C              | 16 | Bruno Conti          | 31’ |     |     |
| C              | 14 | Marco Tardelli       |     |     |     |
| C              | 13 | Gabriele Oriali      | 73’ |     |     |
| A              | 20 | Paolo Rossi          |     |     |     |
| A              | 19 | Francesco Graziani   |     |     | 7’  |
| Panchina:      |    |                      |     |     |     |
| P              | 12 | Ivano Bordon         |     |     |     |
| C              | 10 | Giuseppe Dossena     |     |     |     |
| C              | 11 | Gianpiero Marini     |     |     |     |
| C              | 15 | Franco Causio        |     | 89’ |     |
| A              | 18 | Alessandro Altobelli |     | 7’  | 89’ |
| CT:            |    |                      |     |     |     |
| Enzo Bearzot   |    |                      |     |     |     |

| Germania Ovest (5-2-3) |    |                       |     |     |     |  |
|                        |    |                       |     |     |     |  |
| P                      | 1  | Harald Schumacher     |     |     |     |  |
| D                      | 20 | Manfred Kaltz         |     |     |     |  |
| D                      | 4  | Karlheinz Förster     |     |     |     |  |
| D                      | 15 | Uli Stielike          | 73’ |     |     |  |
| D                      | 5  | Bernd Förster         |     |     |     |  |
| D                      | 2  | Hans-Peter Briegel    |     |     |     |  |
| C                      | 6  | Wolfgang Dremmler     | 61’ |     | 62’ |  |
| C                      | 3  | Paul Breitner         |     |     |     |  |
| A                      | 11 | Karl-Heinz Rummenigge |     |     | 70’ |  |
| A                      | 8  | Klaus Fischer         |     |     |     |  |
| A                      | 7  | Pierre Littbarski     | 88’ |     |     |  |
| Panchina:              |    |                       |     |     |     |  |
| P                      | 21 | Bernd Franke          |     |     |     |  |
| D                      | 12 | Wilfried Hannes       |     |     |     |  |
| C                      | 14 | Felix Magath          |     |     |     |  |
| A                      | 9  | Horst Hrubesch        |     | 62’ |     |  |
| A                      | 10 | Hansi Müller          |     | 70’ |     |  |
| CT:                    |    |                       |     |     |     |  |
| Jupp Derwall           |    |                       |     |     |     |  |

| Assistenti arbitrali Abraham Klein (Israele) Vojtech Christov (Cecoslovacchia) Quarto arbitro Michel Vautrot (Francia) |